# Kungliga svenska aeroklubben
Kungliga Svenska Aeroklubben (KSAK), tidigare Svenska Aeronautiska Sällskapet (SAS), bildades 1900 och är idag riksorganisationen för Sveriges drygt 150 motorflygklubbar och har av Transportstyrelsen bemyndigats att administrera UL-flyget (ultralätt flyg) i Sverige. Kungliga svenska aeroklubbens AB (KSAB) har ett helägt servicebolag, beläget vid Alviks Strand tillsammans med KSAKs kansli, som säljer flygkartor och andra flygtillbehör.

## Historik
När Svenska Aeronautiska Sällskapet (SAS) bildades i Stockholm 15 december 1900 fanns det bara en föregångare i världen, Aéro-Club de France (i Paris). Sällskapet ändamål var "att efter förmåga uppmuntra luftseglingskonsten i Sverige i alla dess grenar", och de första åren handlade det mest om aerostater (ballonger) för att senare övergå till aerodyner (flygplan).
På sällskapets initiativ genomfördes under 1900-talets första decennium ett stort antal ballongfärder. Under de tidiga åren slogs rekord i tid av K. Amundson med en färd 1903 på 26 timmar från Stockholm till Randers och rekord i längd av E. Unger för färd 1902 från Stockholm till Ilmen 730 km; båda med ballongen Svenske. Observationsresultaten från en del av sällskapets färder sammanställdes av Vetenskapsakademien i sina handlingar och utgavs på tyska.
Efter 1910 ägnades sällskapets intresse så gott som helt åt flygväsendet snarare än åt ballongerna. 1910–1912 anordnades ”flygveckor” i Stockholm, tävlingar och flyguppvisningar landet rundt, varvid särskilt friherre Carl Cederströms ("flygbaronens") uppvisningar drog till sig stort intresse. Genom sällskapets verksamhet blev det första flygplanet byggt i Sverige, och detta skänktes till staten. Våren 1915 anordnade sällskapet i Stockholm en exposition, som belyste den inhemska flygplanstillverkningens ställning och önskemål för dess framtida utveckling. Första världskriget innebar kraftigt ökat intresse för militärflyg, men sällskapet arbetade också under detta tidevarv med att etablera flygverksamhet i den civila trafikens tjänst. Bl.a. verkade man för att få till stånd flygplatser – då kallade "flyghamnar" – på olika platser i Sverige och på så sätt skapa förutsättningar för reguljär lufttrafik.
1918 fick sällskapet tillstånd att sätta Kungl. framför namnet. Kronprinsen hade redan 1910 åtagit sig att vara sällskapets beskyddare. I samband med 20-årsjubileet 1920 ändrades namnet till dagens Kungliga Svenska Aeroklubben (KSAK). Klubben ansvarade 1923–1928 för Lindarängens flyghamn vid Gärdet i Stockholm.
Kung Carl XVI Gustaf inträdde hösten 1974 som organisationens beskyddare efter sin avlidne farfar. Generalsekreterare är Lars-Christer Andersson.

## Generalsekreterare
- 1937–1939: Carl Petersén
- 1939–1941: ?
- 1941–1941: Harald Enell
- 1941–1954: ?
- 1954–1964: Nils Söderberg
- 1965–1969: Björn Lindskog
- 1970–1972: Kjell Rasmusson
- 1972-1976: Tore Lundberg
- 1976–1981: Wilhelm Wagner
- 1981-1989: Sven Hugosson
- 1989–1996: Sven Kamsén
- 1996–1998: Carl-Johan Rundberg
- 1998–2017: Rolf Björkman
- 2017–: Lars-Christer Andersson

## Ordföranden
- 1900-1902: N. Ekholm
- 1903: F. Centervall
- 1904: G. Kraak
- 1905: V.E. Swedenborg
- 1906-1911: K.A.B. Amundsson
- 1912: W. Hamilton
- 1913-1929: H. Wrangel
- 1930-1932: K.A.B Amundsson
- 1933-1936: H. Lindberg
- 1936-1947: H.K.H Prins Gustaf Adolf
- 1947-1950: C.A. Wicander
- 1950-1953: T. Wärn
- 1953-1960: P. Eg. Gummesson
- 1960-1966: C. Ljungberg
- 1966-1971: H. Hjalmarsson
- 1971- O. Karleby

## Lista över aviatördiplom
De första utfärdade aviatördiplomen utfärdades av Svenska Aeronautiska Sällskapet, nuvarande KSAK..
- nr 1 1910 Carl Cederström
- nr 2 1911 H Hamilton
- nr 3 1911 Olle Dahlbeck
- nr 4 1912 Lars Fjällbäck
- nr 5 1912 Tord Ångström
- nr 6 1912 Allan Jungner
- nr 7 1912 Gösta von Porat
- nr 8 1912 R Werner
- nr 9 1912 Hugo Sundstedt
- nr 10 1913 Enoch Thulin
- nr 11 1913 C.W. Silow
- nr 12 1913 Emil Björnberg
- nr 13 1913 Å Rydberg
- nr 14 1913 C G Krokstedt
- nr 15 1913 O Lindén
- nr 16 1913 Ugo von Segebaden
- nr 17 1914 Allan Hygerth
- nr 18 1914 F A Björklund
- nr 19 1914 E Bergquist
- nr 20 1914 O Germundsson
- nr 21 1914 F Winbladh
- nr 22 1914 Fritz Gustaf Ashley Netzler
- nr 23 1915 Hans von Blixen-Finecke
- nr 25 1915 Nils Kindberg
- nr 26 1915 Gustaf de la Gardie
- nr 28 1915 Karl Mannström
- nr 29 1915 Gustaf Nordensvan
- nr 30 1915 I B Sandström
- nr 31 1915 Elis Nordquist
- nr 34 1915 B Lundquist
- nr 35 1915 C.F.G. Florman
- nr 37 1915 Per Oscar Herrström
- nr 39 1915 Nils Norrman
- nr 76 1916 F.A. Flory
- nr 89 1917 A.G.E. Florman
- nr 94 1917 J.D. Hamilton
- nr 102 1917 Torsten Gullberg
- nr 150 1918 Carl August Wicander
- nr 103 1933 Uno Ranch
- nr 195 1920 Ferdinand Cornelius
- nr 203 1920 Elsa Andersson
- nr 279 1937 Erik Bratt

## Internationella motsvarigheter
- Finlands Flygförbund (SIL)